# خنثایی پول
خنثایی پول یا بی‌طرفی پول یکی از فرض‌های نظریه ادوار تجاری حقیقی است. در این نظریه فرض می‌شود پول در اقتصاد حتی در کوتاه مدت خنثی است. این فرض مهمترین فرض افراطی این نظریه است. در واقع می‌توان متغیرهای حقیقی مانند دستمزد حقیقی و نرخ بهره حقیقی را بدون معرفی متغیرهای اسمی یا بدون وجود پول توضیح داد. اقتصاددانان جدایی تئوریک متغیرهای اسمی و حقیقی را دوگانگی کلاسیک‌ها می‌نامند. دوگانگی کلاسیک‌ها پایه نظریه اقتصاد کلان اقتصاددانان کلاسیک می‌باشد. این موضوع بسیار مهم است زیرا این نظریه را ساده می‌کند. دوگانگی کلاسیک‌ها به این دلیل به وجود می‌آید که در نظریه اقتصاد کلاسیک، تغیر در عرضه پول هیچ تأثیری بر متغیرهای حقیقی نمی‌گذارد. این عدم ارتباط پول و متغیرهای حقیقی را خنثی بودن پول می‌نامند. این فرض در مطالعات بلندمدت صحیح است.

## نقد بر نظریه خنثایی پول
برخلاف کلاسیک‌ها، کینزین‌ها معتقدند پول خنثی نیست ولی موانعی مثل نقدینگی بر سر راه آن می‌باشد. نظر پولگرایان این است که پول در کوتاه مدت خنثی نیست اما در بلند مدت خنثی است. تمامی مکاتب به جز کینزین‌های جدید بر خنثی بودن پول در بلند مدت توافق نظر دارند.